# Colliers International
Pour les articles homonymes, voir Collier (homonymie) et Colliers (homonymie).
Colliers International, ou simplement Colliers, est une entreprise canadienne du secteur de l'immobilier basée à Toronto. Fondée en 1976, elle offre une gamme diversifiée de services immobiliers professionnels et de gestion de placements.
Le groupe est coté à la Bourse de Toronto et la Bourse de New York.
Son siège se trouve à Toronto, en Ontario.

## Histoire
Colliers naît en 1976 de la fusion des sociétés australiennes Glynn Lynch & McHarg et Jones Lang Wootten & Sons,. Deux ans plus tard, la nouvelle entreprise fusionne avec l'entreprise hongkongaise Tony Petty & Associates. Les fusions se poursuivent, avec Macaulay Nicolls en 1984, puis American Realty Services Group, l'année suivante, et enfin Jardines, en 1992,.
En 2004, l'entreprise canadienne FirstService (en) achète des parts dans la plus grande division de Colliers, Colliers Macaulay Nicolls, qui finit par devenir First Service REA,. En 2006, Colliers acquiert une part majoritaire de PGP Valuation, et reprend la branche spécialisée dans l'évaluation de Colliers Macaulay Nicolls. L'année 2007 se déroule avec l'achat de 80% de PKF Hotel and Hospitality Consulting et de 60% de MHPM Project Managers,. En septembre 2008, la société achète 65% de GVA Williams. Au début de 2009, Colliers est contrôlé à majorité par FirstService, et investissent en octobre en la société britannique Colliers CRE,.
En janvier 2010 est annoncée la fusion de FirstService et Colliers, fusion qui se concrétise en avril. Après la fusion, Dylan Taylor devient le président de la branche américaine. Le même mois, le nouveau Colliers né de cette fusion investit dans Colliers Bennett & Kahnweiler et West Shell Commercial, toutes deux basées à Cincinnati,. Elle commence aussi un partenariat en mai avec Adena Commercial, de Columbus, et Grubb & Ellis Paramount Commerce, de Grand Rapids. En juin, un partenariat est établi avec Sutton & Edwards, de Long Island. 
En juillet 2014, Colliers vend PKF Consulting, précédemment acquis en 2007, à CBRE Group. En juin 2015, Colliers est séparé en FirstService et Colliers International, qui commencent toutes deux séparément au NASDAQ,. L'ancien Premier-ministre du Canada Stephen Harper rejoint le conseil d'administration en septembre 2016. En octobre 2017, Colliers finalise l'achat de Serten Advisors, LLC, puis en septembre 2019 de Synergy Property Development Services, en décembre 2019 de certaines branches de Doughtery Financial, et en juillet 2020 de Maser Consulting P.A.,,,.

## Services et fonctionnement
Colliers fonctionne en ayant toutes ses franchises sous la même bannière, une décision prise en 2010. En 2021, l'entreprise était implantée dans 62 pays et employait au moins 17 000 employés. Son chiffre d'affaires annuel de cette année s'élevait à 4,3 milliards de dollars et ses actifs sous gestion à 65 milliards de dollars. 
L'entreprise est plutôt bien classée dans les listes régulières dressées par des sociétés de classement. Sur un classement de 2009, Colliers était deuxième sur vingt-cinq, basée sur la valeur totales de leurs transactions et leurs ventes d'investissement. Le Lipsey Survey de 2010 classe l'entreprise en deuxième position sur vingt-cinq, mais l'entreprise avait auparavant été classée troisième depuis 2004. Sur les Lipsey Survey de 2018 et 2019, elle se classe encore troisième.
En juin 2024, la firme acquiert Englobe Corporation, pour faire évoluer ses opérations vers la gestion des investissements, les services d’ingénierie et les services immobiliers commerciaux.